# Луганис, Грег
Гре́гори «Грег» Эфтимиос Луга́нис (англ. Gregory «Greg» Efthimios Louganis, род. 29 января 1960 года в Эль Кахоне, штат Калифорния, США) — американский прыгун в воду, четырёхкратный олимпийский чемпион (единственный в прыжках в воду среди мужчин), пятикратный чемпион мира, шестикратный чемпион Панамериканских игр, 47-кратный чемпион США. Один из сильнейших спортсменов в истории прыжков в воду.
У Луганиса есть самоанские и шведские корни. Его биологические родители отдали Грега на усыновление в 8-месячном возрасте. Он вырос в приёмной американо-греческой семье и поэтому носит греческую фамилию.

## Карьера

### 1970-е годы

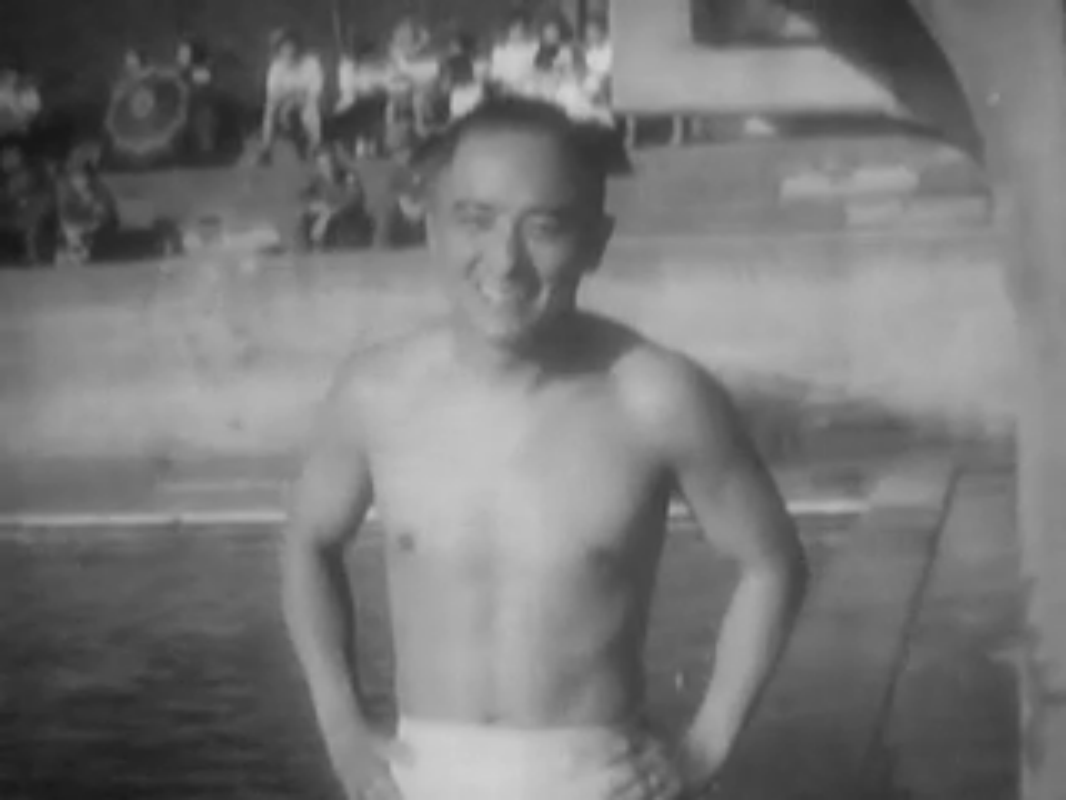
В начале карьеры Луганис тренировался у двукратного олимпийского чемпиона Сэмми Ли (фото 1951 года)

В начале карьеры тренером Луганиса был знаменитый американский прыгун в воду двукратный олимпийский чемпион Сэмми Ли, с которым юный спортсмен расстался в конце 1970-х годов, после чего стал тренироваться у Рона О’Брайана.
На Олимпиаде в Монреале 26 июля 1976 года 16-летний Луганис выиграл предварительный раунд соревнований по прыжкам с 10-метровой вышки, опередив итальянца Клауса Дибиаси почти на 13 баллов. Однако в состоявшемся на следующий день финальном раунде опытный 28-летний Дибиаси взял реванш у юного американца, опередив того более чем на 23 балла. Для Дибиаси та победа стала третьей подряд на «олимпийской» 10-метровой вышке после побед в Мехико-1968 и Мюнхене-1972.
Вскоре после Олимпиады 1976 года Дибиаси закончил свою карьеру, и мировым лидером в прыжках стал Луганис. В 1978 году в Берлине он выиграл чемпионат мира по прыжкам с 10-метровой вышки, опередив Фалька Хоффмана из ГДР и советского спортсмена Владимира Алейника. В 1979 году в Тбилиси во время матчевой встречи СССР — США Луганис ударился головой о вышку и упал в бассейн, разбив голову. Советские спортсмены и тренеры вытащили его, оказали первую помощь и отправили в больницу, где ему наложили несколько швов.
Луганис считался главным претендентом на золото московской Олимпиады 1980 года. Однако американцы из-за бойкота пропустили Игры в Москве, чемпионами которых стали советский прыгун Александр Портнов (3-метровый трамплин) и Фальк Хоффман (10-метровая вышка).
Луганис настолько был расстроен решением американских властей о бойкоте Олимпиады 1980 года в Москве, что даже рассматривал вариант с принятием греческого гражданства, чтобы иметь возможность всё-таки выступить в Москве, поскольку сборная Греции участвовала в Играх в Москве. Переговоры с греческим посольством начались в 1979 году. Однако в связи с тем, что у его отца на тот момент не было на руках греческого паспорта, оформление гражданства для Грега Луганиса стало слишком затруднительным.

### 1980-е годы

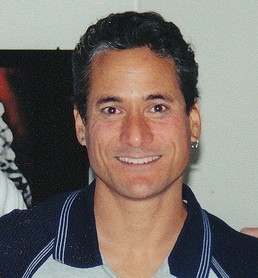

В 1982 году в эквадорском Гуаякиле Луганис впервые выиграл чемпионат мира сразу в обеих прыжковых дисциплинах — на 3-метровом трамплине он более чем на 116 баллов опередил советского спортсмена Сергея Кузьмина и на 121 балл — чемпиона Олимпийских игр в Москве Портнова, а в соревнованиях на вышке борьба сложилась намного упорнее, и преимущество Луганиса перед другим советским прыгуном Владимиром Алейником (бронзовым призёром Игр в Монреале и вице-чемпионом Игр в Москве именно в этой дисциплине) составило менее 5 баллов.
В 1983 году Луганис выиграл на Универсиаде золото в прыжках с вышки и трамплина. Он же стал свидетелем трагической гибели Сергея Шалибашвили.
На Играх в Лос-Анджелесе советские прыгуны не смогли стать конкурентами Луганиса вследствие неучастия СССР в этой Олимпиаде. 8 августа 1984 года в финале состязаний на 3-метровом трамплине преимущество Луганиса перед вторым призёром, китайцем Тань Ляндэ, было 92,1 балла, при том что у третьего призёра, американца Рональда Мерриотта, китаец выиграл менее 1 балла. 12 августа Луганис стал двукратным олимпийским чемпионом, уверенно выиграв и соревнования на вышке, опередив вице-чемпиона Брюса Кимбалла на 67 с лишним баллов. Грег Луганис стал первым с 1928 года мужчиной, выигравшим обе золотые медали в прыжках в воду на одних Олимпийских играх.
После Игр в Лос-Анджелесе Луганис подумывал о завершении любительской карьеры, но всё же решил остаться в спорте, чтобы, по его словам, установить рекорд по количеству побед в чемпионатах США, а затем решил участвовать в соревнованиях ещё несколько лет.
В 1986 году Луганис вновь сделал «золотой дубль» на мировом чемпионате в Мадриде — на трамплине он более чем на 50 баллов опередил Тань Ляндэ, а на вышке выиграл более 44 баллов у другого китайца — Ли Кунчжэна.
В 1986 году на соревнованиях в Австрии Луганис подарил свою тряпочку для вытирания тела после душа 12-летнему советскому спортсмену Дмитрию Саутину, будущему обладателю 8 олимпийских медалей в прыжках в воду. Саутин хранил тряпочку долгое время.
В 1988 году на Олимпиаде в Сеуле Луганису пришлось нелегко. 19 сентября в предварительном раунде соревнований на трамплине, выполняя прыжок в 2½ оборота назад, Луганис ударился головой о край доски и, разбив в кровь голову, рухнул в воду. Собрав силы, Луганис сумел завершить соревнования на третьем месте, пропустив вперёд своего давнего соперника Тань Ляндэ и немца Альбина Киллата. На следующий день Луганис выиграл свою третью золотую олимпийскую медаль, опередив Тань Ляндэ почти на 26 баллов. Неделю спустя, 27 сентября в финале соревнований на вышке Луганису пришлось выдержать небывалое соперничество со стороны китайца Сюн Ни — Луганис сумел вырвать победу с преимуществом всего лишь в 1,14 балла. Это было четвёртое и последнее олимпийское золото для Грега Луганиса. Он стал вторым в истории человеком, выигравшим четыре золотые олимпийские медали в прыжках в воду, после успеха американки Пэт Маккормик в 1952 и 1956 годах.
Таким образом, с 1978 по 1988 год, на трёх чемпионатах мира и двух Олимпиадах Луганис не смог победить лишь на трёхметровом трамплине в 1978 году, остальные же девять золотых медалей остались за ним.

## После окончания карьеры

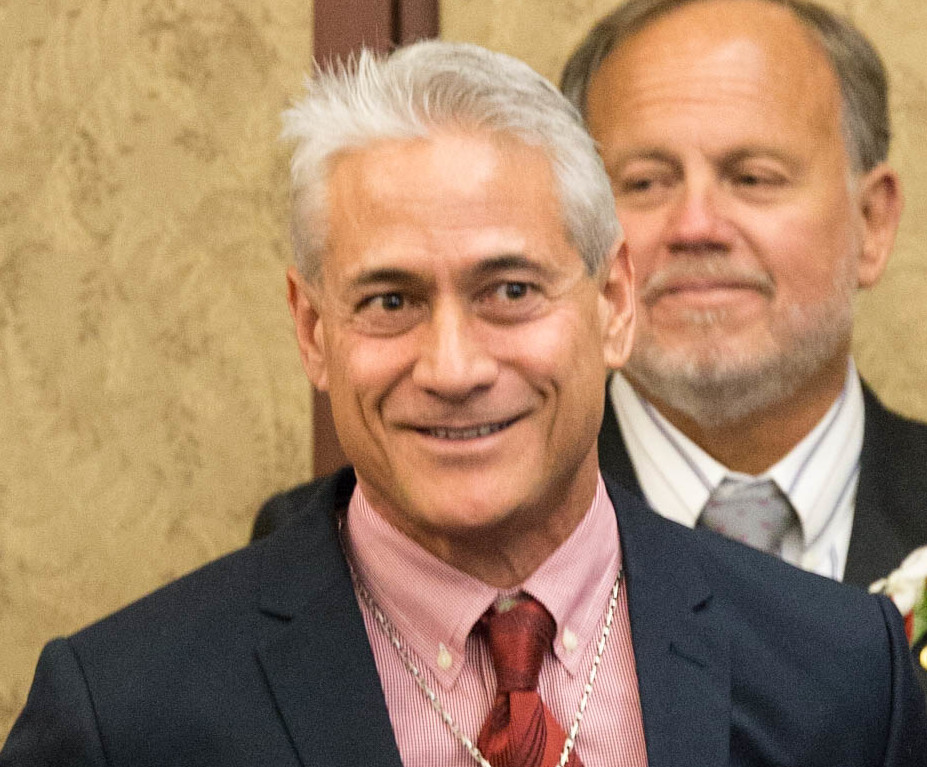
2016 год

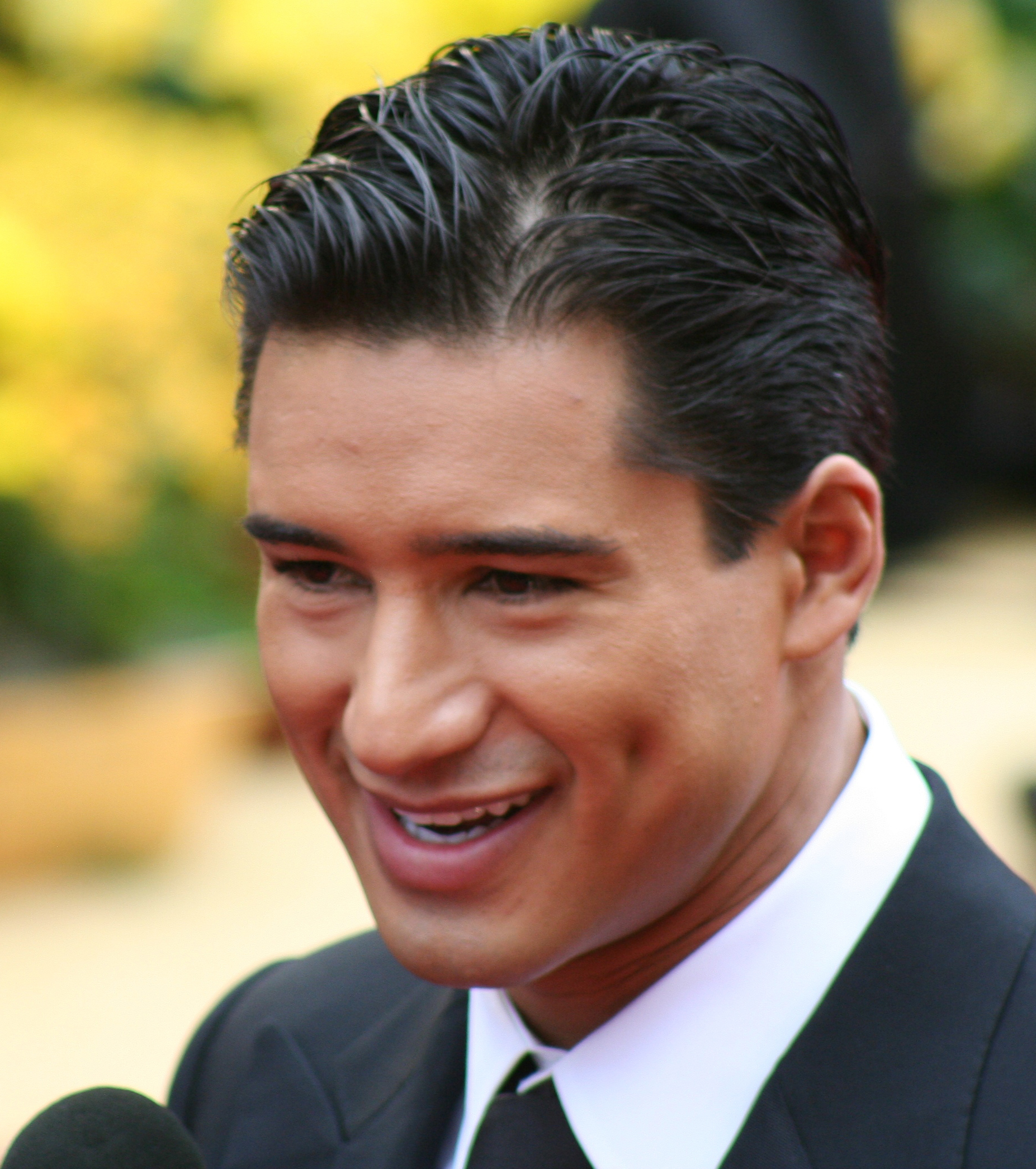
Марио Лопес, исполнивший роль Луганиса в экранизации его автобиографии

В 1994 году во время IV Всемирных гей-игр (англ. Gay Games), проходивших в Нью-Йорке, Луганис впервые открыто заявил о том, что является гомосексуалом.
В 1995 году в своей автобиографической книге Breaking the Surface, написанной в соавторстве с Эриком Маркусом, Луганис сделал признание, что является ВИЧ-инфицированным и был уже инфицированным во время Олимпиады в Сеуле в 1988 году (он узнал о диагнозе за полгода до Олимпиады), когда упал в олимпийский бассейн с разбитой в кровь головой. Это вызвало обширную дискуссию, многие обвиняли Луганиса в том, что он не сообщил о своей ВИЧ-инфекции во время тех соревнований, подвергнув риску других спортсменов. Однако позднее эксперт по ВИЧ-инфекции сделал официальное заявление, что другим спортсменам, прыгавшим в тот же бассейн, что и Луганис, на Играх в Сеуле ничего не угрожало. Тем не менее Луганис неоднократно приносил извинения другим спортсменам за то, что скрыл информацию о своей инфекции.
В 1997 году автобиография Луганиса была экранизирована канадским режиссёром Стивеном Хиллиардом Стерном под названием Breaking the Surface: The Greg Louganis Story. Роль Луганиса исполнил Марио Лопес. За эту роль Лопес был номинирован на премию ALMA. Сам Луганис выступил в фильме в роли рассказчика. Кроме того, на его счету несколько появлений в других фильмах, преимущественно спортивной тематики.
В 2008 году Грег Луганис снялся в роли тренера Брауна в фильме американского режиссёра и сценариста Дэвида Оливераса «Акварели».
Хобби Луганиса — участие со своими джек-рассел-терьерами в соревнованиях по преодолению препятствий, в которых Луганис и его собаки добились достаточно крупных успехов на мировом уровне. В соавторстве с Бетси Сикорой Сиино (англ. Betsy Sikora Siino) выпустил книгу о собаках For the Life of Your Dog.